# Отопени
Отопени (рум. Otopeni) град је у Румунији. Она се налази у јужном делу земље, у историјској покрајини Влашка. Отопени (са Букурештом и Буфтеом) је једно од управно средиште округа Илфов, који окружује главни град Букурешт.
Отопени је површине од 31,6 km, на којој је по последњем попису из 2002. године живело 10.215 становника.
Град Отопени, без обзира на своју величину, светки је познат понекад истоименом међународном аеродрому града Букурешта на његовом подручју, који се данас званично зове Међународни Аеродром Хенри Коанда.
Отопени је такође познат као насеље са највишим дохотком у држави.

## Географија
Град Отопени налази се у средишњем делу историјске покрајине Влашке, у оквиру уже области Мунтеније. Град се налази око 20 km северозападно од Букурешта.
Отопени је најмање окружно средиште у Румунији, заправо значајно предграђе Букурешта. Округ Илфов, где се Отопени налази, обухвата предграђа престонице.

## Становништво
У односу на попис из 2002, број становника на попису из 2011. се повећао.
| 2002.  | 2011.  |
| ------ | ------ |
| 10.515 | 13.861 |

Матични Румуни чине већину градског становништва Отопенија (99%), а од мањина присутни су једино Роми. Град је једно од најбрже растућих места у целој земљи захваљујући близини главног града и међународном аеродрому на његовом градском подручју.